# Naoto Ando
Naoto Ando (安藤 由翔 Ando Naoto?, nacido el 28 de agosto de 1991 en Hyogo) es un futbolista japonés que se desempeña como centrocampista.

## Trayectoria

### Clubes
| Club                | País  | Año         |
| ------------------- | ----- | ----------- |
| Gainare Tottori     | Japón | 2013 - 2015 |
| Renofa Yamaguchi FC | Japón | 2016        |
| Tochigi SC          | Japón | 2017        |
| Giravanz Kitakyushu | Japón | 2017 -      |

## Estadística de carrera

### J. League
| Club                | Año   | J. League | J. League | Copa J. League | Copa J. League | Total | Total |
| Club                | Año   | Part.     | Goles     | Part.          | Goles          | Part. | Goles |
| ------------------- | ----- | --------- | --------- | -------------- | -------------- | ----- | ----- |
| Gainare Tottori     | 2013  | 7         | 1         | -              | -              | 7     | 1     |
| Gainare Tottori     | 2014  | 24        | 1         | -              | -              | 24    | 1     |
| Gainare Tottori     | 2015  | 35        | 5         | -              | -              | 35    | 5     |
| Renofa Yamaguchi FC | 2016  | 13        | 0         | -              | -              | 13    | 0     |
| Tochigi SC          | 2017  | 5         | 0         | -              | -              | 5     | 0     |
| Giravanz Kitakyushu | 2017  | 6         | 1         | -              | -              | 6     | 1     |
| Total               | Total | 90        | 8         | 0              | 0              | 90    | 8     |